# The Mamas & the Papas
 (транскр.  Мамас енд папас; дос. ’Маме и тате’) били су вокална група 1960их. Снимали су и наступали од 1965. до 1968, са кратким поновним формирањем 1971. године, а издали су пет албума и десет хит синглова. Продали су приближно 40 милиона снимака широм света. Групу су чинили: Дени Доерти, Кес Елиот, Џон Филипс и Мишел Филипс. Њихове најпознатије песме су: California Dreamin' и Monday, Monday.